# Association des églises bibliques baptistes de Madagascar
L’Association des églises bibliques baptistes de Madagascar  est une association chrétienne évangélique d'églises baptistes à Madagascar.  Elle est affiliée à l’Alliance baptiste mondiale. Son siège est situé à Antananarivo.

## Histoire
L’Association des églises bibliques baptistes de Madagascar a commencé avec une mission de la London Missionary Society en 1932,.  Elle est officiellement fondée en 1963. En 2006, elle compte 55 églises et 3 000 membres .
Selon un recensement de l’association, en 2023 elle disait avoir 453 églises et 10,744 membres.

## Écoles
Elle est partenaire du Séminaire Baptiste Biblique de Madagascar à Antsirabe et de la Faculté de Théologie Baptiste de Madagascar à Antananarivo .

## Hôpitaux
Elle est partenaire de l’Hôpital Bonne Nouvelle à Mandritsara .